# Толпиго Кирило Борисович
Кири́ло Бори́сович Толпи́го (3 травня 1916, Київ — 13 травня 1994) — український фізик, родом з Києва, член-кореспондент АН України (з 1965) .

## Біографія
Закінчив фізико-математичний факультет Київського університету (1939), після чого вступив до аспірантури Інституту фізики АН УРСР. Того ж року призваний в армію рядовим. У березні 1945 р. демобілізувався, поновився в аспірантурі. Захистив у 1949 році кандидатську дисертацію. З 1948 р. по 1959 р. працював старшим науковим співробітником Інституту фізики АН УРСР. З 1946 р. по 1959 р. викладав також у Київському університеті. З 1960 р. по 1966 р. завідувач кафедри теоретичної фізики фізичного факультету Київського університету, а також старший науковий співробітник в Інституті напівпровідників АН УРСР. У 1962 р. здобув докторський ступінь без захисту дисертації, за сукупністю праць. Професор з 1963 р. Від 1966 р. до 1988 р. завідував теоретичним відділом Донецького фізико-технічного інституту АН УРСР. З 1988 р. по 1994 р. — головний науковий співробітник цього інституту. У 1967 р. заснував кафедру теоретичної фізики на фізичному факультеті Донецького університету. Багато років працював професором цієї кафедри.

## Наукова і педагогічна діяльність
Автор понад 300 праць з теорії твердого тіла, зокрема з динамічної теорії коливань кристалічних ґраток, теорії зонних і локальних станів електронів у кристалах, поляронів і екситонів, теорії кінетичних явищ у напівпровідниках тощо. Уперше, в 1950 р., знайшов сумісні становища фотонів і оптичних фононів у кристалах, які були пізніше іменовані поляритонами.
Під його керівництвом була розвинута теорія коливань кристалічних ґраток з урахуванням деформації йонів, розраховані пружні, теплові, електричні і оптичні властивості кристалів. Для студентів читав ряд спецкурсів з теоретичної фізики, вів загальний курс термодинаміки і статистичної фізики.
К. Б. Толпиго залишив активно-працюючу школу фізиків-теоретиків. Серед його учнів 40 кандидатів наук й 12 докторів наук.

## Основні праці
- Термодинамика и статистическая физика. — К., 1966. (рос.)